# Quân đội nhà Antigonos
Quân đội Macedonia nhà Antigonos  là quân đội của Macedonia trong kỳ khi nó được cai trị bởi triều đại Antigonos từ năm 276 TCN đến 168 TCN. Nó được xem là một trong những lực lượng quân sự Hy Lạp chính chiến đấu trong thế giới Hy Lạp cho đến khi nó thất bại trước tay người La Mã trong trận Pydna năm 168 TCN. Mặc dù sau đó có một sự hồi sinh ngắn ngủi vào năm 150-148TCN trong cuộc nổi dậy của Andriscus, một người thừa kế giả mạo của Perseus.
Khởi đầu từ một số ít quân lính đánh thuê dưới quyền của Antigonos Gonatas trong năm 270s TCN, quân đội nhà Antigonos cuối cùng trở thành lực lượng thống trị tại Hy Lạp thời Hy Lạp hóa, chiến đấu trong các chiến dịch chống lại Epirus, Liên minh Achaea, Sparta, Athen, Rhodes và Pergamon.
Quân đội nhà Antigonos, cũng như quân đội của Alexandros Đại đế đi trước nó, dựa chủ yếu trên đội hình phalanx Macedonia nổi tiếng, mà là một khối vững chắc của người lính trang bị khiên nhỏ và giáo dài gọi là sarissae. Đa số quân lính Macedonia phục vụ trong quân đội đã có thể làm tăng số lượng phalanx, trong đó đã lên tới một phần ba đến hai phần ba toàn bộ quân đội trong các chiến dịch. Cùng với phalanx quân đội Antigonos cũng có những quân đoàn tinh nhuệ của mình, lực lượng Peltasts, một số lượng lớn kỵ binh Macedonia và đồng minh và luôn luôn một số lượng đáng kể các đồng minh và lính bộ binh đánh thuê và quân đội phụ trợ.

## Quân đội dưới quyền Antigonos Gonatas
Khi Antigonus Gonatas tiếp quản từ người cha của mình, Demetrios I của Macedonia, ông được thừa kế chỉ một số ít vài đơn vị lính đánh thuê đồn trú rải rác trên toàn Hy Lạp. Tuy nhiên, bằng cách sử dụng lực lượng lính đánh thuê của mình, ông đã có thể đánh bại một đội quân Celtic xâm lược tại Lysimachea trong năm 277 TCN.. Điều này đã giúp cho Gonatas có được ngai vàng của Macedonia, vốn đã bị bỏ ngỏ trong tình trạng hỗn loạn kể từ cuộc xâm lược của người Galatia năm 279 trước Công nguyên. Tuy nhiên khi Pyrros của Epirus xâm lược Macedonia năm 274 TCN quân đội của Antigonos sau khi nhận lên tiếp một số những thất bại nhỏ và cuối cùng đào ngũ hàng loạt sang phía Pyrros  Một lần nữa. Gonatas chỉ còn lại một số ít những người ủng hộ và những lính đánh thuê. Lực lượng này đã trợ giúp đáng kể cho Sparta khi Pyrros tấn công thành phố trong năm 272 TCN. Pyrros đã sớm bị giết bởi một nỗ lực kết hợp của Sparta, người Argives và Antigonos Gonatas. Đoạt lại được Macedonia sau cái chết của Pyrros, Gonatas cai trị cho đến năm 239 trước Công nguyên. Vào lúc này, vương quốc Antigonos thực sự không có quân đội thường trực, chỉ có những đội quân đồn trú, bên cạnh những lính đánh thuê, là 'những lính kị binh cận vệ và bộ binh cận vệ, lực lượng agema' . Quân đội có lẽ được hình thành bởi việc tuyển mộ những người nông dân khi có chiến tranh nghiêm trọng hơn dự kiến. Hầu như tất cả các công việc ở nước ngoài và các đơn vị đồn trú đều sử dụng lính đánh thuê. Do tài chính khó khăn mà vương quốc của Gonatas chủ yếu là thuê lính đánh thuê Galatia và Celtic, vì họ rẻ hơn nhiều so với người Hy Lạp Antigonos Gonatas cai trị trực tiếp vương quốc Macedonia cũ, tuy nhiên ông cũng đã đặt những lãnh thổ mới có được dưới sự kiểm soát của một strategoi với một lực lượng quân sự hùng mạnh. Cho tới khi Gonatas mất, ông đã củng cố sự thống trị ở Macedonia cho triều đại Antigonos, tuy nhiên ở Hy Lạp, bản thân Macedonia đã yếu hơn so với chính nó dưới thời Alexandros Đại đế.

## Quân đội từ năm 239-168 TCN
Demetrios II, cha của vị vua tương lai Philippos V của Macedonia, chỉ trị vì được 10 năm, nhưng trong triều đại của mình, ông đã chiến đấu nhiều trận đánh chống lại người Thracia ở phía Bắc, người Celtic và những bộ tộc Illyria cũng như liên minh Achaea-Aetolia. Tuy nhiên cái chết đột ngột của ông để lại Antigonos Doson như là nhiếp chính cho Philippos trẻ. Một Sparta hồi sinh dưới triều đại Cleomenes III đã dẫn đến chiến tranh trên bán đảo Peloponnese và liên minh Achaea dưới quyền Aratus của Sicyon quay sang cầu cứu Antigonus Doson để được giúp đỡ. Doson đã tiến hành chiến dịch chống lại Cleomenes năm 224-222 TCN. Đỉnh điểm của cuộc xung đột này là trận Sellasia năm 222 trước Công nguyên, trong đó Cleomenes bị đánh bại bởi một đội quân liên minh, chủ yếu là quân Macedonia gồm 13.300 lính Macedonia và 5.300 lính đánh thuê.
Sau cái chết của Doson, Philippos đã lên ngôi và gần như ngay lập tức bắt đầu các chiến dịch. Cuộc chiến tranh chống lại người Aetolia, Sparta và Elis, cũng như các cuộc xâm lược của người Dardania giữ Philippos bận rộn trong những năm 220-217 trước Công nguyên và đã cho ông nhiều kinh nghiệm quân sự. Tuy nhiên, sự cai trị của Philippos sẽ bị để ý bởi chiến tranh với Rome mà lên tới đỉnh điểm là một hiệp ước với Carthage đã dẫn đến cuộc chiến tranh Macedonia lần thứ nhất. Các cuộc chiến tranh đầu tiên đã kết thúc trong bế tắc và hiệp ước Hòa bình của Phoinike, cho phép Philippos để giữ đất của mình mới có được từ các chiến dịch chống lại người Aetolia, đồng minh của Rome. Giữa 205 và 201/200 TCN Philip đã sử dụng hòa bình để tổ chức lại hệ thống tuyển dụng quân đội của mình 
Hòa bình không kéo dài lâu và một liên minh với Antiochos III của Đế quốc Seleukos cho phép Philip tham chiến ở Tiểu Á đã dẫn tới một liên minh của Pergamon, Athens và Rhodes kiến nghị đến Rome để được giúp đỡ. Tới năm 199 trước Công nguyên người La Mã đã gây ra một số thất bại nhỏ cho Macedonia và họ cũng đã lôi kéo người Setolia và Achaean đứng về phía của họ Một đội quân dưới quyền Titus Quinctius Flamininus được phái đến Hy Lạp và tiến hành chiến dịch chống lại Philippos V năm 198 trước Công nguyên trong thung lũng Aous, mà Philip đã phòng thủ vùng đất cẩn thận bằng cách sử dụng pháo binh và cung thủ, dẫn đến nhiều thương vong cho người La Mã . Bằng mưu kế tấn công vào sườn, Flaminius đã cố gắng để đánh bật Philippos và đuổi ông ta vào Thessaly, nơi mà trong năm 197 TCN, hai bên gặp nhau tại trận Cynoscephalae. Tại đây Philippos đã bị đánh bại hoàn toàn, với 8.000 lính của mình tử trậnvà 5.000 người bị bắt làm tù binh, khoảng một nửa của toàn bộ quân đội của mình.
Thất bại này để lại Philip một vương quốc suy yếu. Do đó nhà vua tiến hành một cải cách hệ thống và tổ chức lại vương quốc của mình, đặc biệt là trong việc tăng cơ sở nhân lực của mình cho các chiến dịch trong tương lai. Ông khuyến khích các gia đình lớn và chiêu mộ người Thracia từ các vùng đất, mà ông vừa mới sáp nhập vào Macedonia. Như vậy, vào mùa thu năm 187 TCN Philippos chuyển từng phần dân cư trong những thị trấn ven biển và những thành phố tới biên giới Paeonia ở phía Bắc và sau đó chuyển người Thracia tới những vùng đất mà dân cư ở đó bị chuyển đi. Người Thracia chuyển đến các thành phố và thị trấn là những người trực tiếp chịu sự cai trị của Philippos và cũng là một lực lượng hữu ích để theo dõi những công dân đáng nghi. Những khu mỏ mới được tạo ra, những cái cũ đã được đào sâu thêm và thuế nông nghiệp và hải cảng làm tăng nguồn thu của vương quốc.
Nhìn chung tình hình kinh tế và xã hội của vương quốc đã được củng cố vào thời điểm Philippos qua đời và khi Perseus con trai của ông kế vị ngai vàng Macedon. Vào thời gian trước cuộc chiến tranh Macedonia lần thứ ba, Perseus, nhờ công sức của cha mình, đã có đủ lương thực dùng cho quân đội ít nhất 10 năm, mà không cần phải thu hoạch vụ mùa ở bên trong hoặc bên ngoài Macedon, đủ tiền để thuê 10.000 lính đánh thuê cho 10 năm, một đội quân hoàn toàn đầy đủ  trong thực tế khi Aemilius Paullus, vị tướng La Mã đánh bại Perseus tại Pydna trong năm 168 TCN, ông ta đã chiếm được kho bạc hoàng gia của nhà Antigonos, và tìm thấy 6.000 talent còn lại. quân đội được Perseus đem ra chiến trường trong cuộc chiến tranh Macedonia lần thứ ba gồm 43.000 chiến binh, 29.000 trong số họ là người Macedonia. Quân đội này hơn hẳn quân đội của Doson tại Sellasia vốn chỉ có 13.300 người Macedonia hoặc quân đội của Philippos ở Cynoscephalae (18000 lính bộ binh người Macedonia, 2.000 kỵ binh và 5.500 lính đánh thuê). Những năm hòa bình và thống nhất đã khiến số quân tuyển từ chính quốc tăng thêm hơn 9.000 lính. Tuy nhiên, tại trận Pydna trong năm 168 TCN, Perseus đã bị đánh bại với thương vong lên tới 20-25,000 tử trận và 11.000 bị bắt Sau thất bại này, vương quốc Macedonia của nhà Antigonos đã nhanh chóng tan rã, với việc Perseus trở thành một tù nhân của người La Mã và Macedonia bị tách ra thành nhiều nước cộng hòa tự trị.

### Lực lượng Peltast và Agema
Giống như quân đội của Alexandros Đại đế, quân đội của nhà Antigonos cũng đã có những quân đoàn Hypaspist của họ, nhưng họ được biết đến trong quân đội nhà Antigonos như là lực lượng Peltast. Những đội quân này đã là đơn vị bộ binh cận vệ hàng đầu của quân đội chính quy. Lực lượng Peltast, giống như lực lượng Hypaspist của Alexandros, là "một lực lượng bộ binh... mà đã chiến đấu bên cạnh đội hình phalanx trong trận chiến, nhưng ở những thời điểm khác được sử dụng để phục kích, các cuộc hành quân bắt buộc và các cuộc viễn chinh đặc biệt". Ví dụ về các hành động đặc biệt của họ là cuộc phục kích trong vùng Lyncestis  và họ được sử dụng như là đội quân xung kích trong đánh chiếm Cephallenia  Tại Pydna, đội quân này chiến đấu như là một phần của phalanx, ở đó họ đã bị tàn sát tới người lính cuối cùng. Các quân đoàn Peltast có lẽ khoảng 5000 lính với một tiểu đoàn tinh nhuệ gồm 2.000 người trong quân đoàn, gọi là Agema. Các quân đoàn có thể được tổ chức thành chiliarchiai, được chia như của đội quân phalanx .
Lực lượng Hypaspist vẫn còn tồn tại trong quân đội. Tuy nhiên, thay vì là một đơn vị chiến đấu, họ là một lực lượng tham mưu và lực lượng vệ sĩ cho nhà vua.

### Chalkaspides và Leukaspides
Giống như phalanx của Alexander, phalanx của nhà Antigonos được dựa chủ yếu vào những người đàn ông "tuyển mộ theo các vùng từ các nông dân Macedonia". "Những người man rợ" định cư ở Macedon, như người Thracia và v.v.., được cho đất để đổi lại sẽ phục vụ trong đội hình phalanx  Đội hình phalanx dưới thời nhà Antigonos chiếm tỷ lệ cao hơn nhiều so với quân đội của Alexandros. Ở Sellasia nó chiếm 34% của quân đội, tại Cynoscephalae là 62% và tại Pydna, nó chiếm 49%. Đội hình phalanx nhà Antigonos có thể chia thành hai quân đoàn riêng biệt, Chalkaspides ("khiên đồng ") và Leukaspides ("khiên trắng")  Họ đã có cùng khoảng 10.000 người trong quân đội của Antigonos Doson tại Sellasia vào năm 222 trước Công nguyên, mặc dù con số chính xác cho mỗi quân đoàn chưa được biết. Chalkaspides đã có thể luôn sẵn sàng phục vụ chiến đấu kéo dài hơn so với lực lượng Leukaspides, như đôi khi họ được tìm thấy trong các cuộc viễn chinh xa mà không có quân đoàn khác.

### Kị binh
Tầm quan trọng và tỷ lệ của kỵ binh trong quân đội nhà Antigonos là ít hơn so với trong quân đội của Alexandros. Trong khi đó, tỷ lệ của kỵ binh-bộ binh trong quân đội của Alexandros là khoảng 01:06, trong quân đội nhà Antigonos sau này tỷ lệ này là 1:20. Tuy nhiên chúng ta phải nhớ rằng Philippos II đã có một tỷ lệ kỵ binh bộ binh tương tự và lý luận về số lượng kị binh nhiều hơn trong các chiến dịch của Alexandros là do khoảng cách rộng lớn của vùng lãnh thổ cần thiết để di chuyển, đặc biệt là ở Ba Tư. Trong các chiến dịch của Alexandros, việc tiến quân mau lẹ và khả năng kiểm soát những khoảng cách rộng lớn là chìa khóa để thành công. So với các vị tướng nhà Antigonos vốn thiếu bất kỳ sự hiện diện kỵ binh thực sự của kẻ thù và khoảng cách ngắn có nghĩa là kỵ binh không cần thiết càng nhiều, và như vậy họ hoàn toàn trở lại cách chiến đấu với bộ binh hạng nặng và khó chịu. Antigonos Doson chỉ có 300 kị binh Macedonia với ông ta tại Sellasia vào năm 222 trước Công nguyên, mặc dù triều đại sau của Philippos V, số lượng kỵ binh đã tăng lên, với việc Philipos đưa ra chiến trường 2000 kị binh Macedonia và Thessaly vào năm 197 TCN  Tuy nhiên, việc sử dụng kỵ binh người Thessaly đã giảm sút vào năm 196 trước Công nguyên, khi người La Mã, sau khi giành chiến thắng ở Cynoscephalae, đã trao vùng Thesaly của Macedonia lại cho đồng minh của họ là người Aetolia. Perseus, vốn được hưởng lợi từ việc cha ông tăng cường tuyển mộ một cách ồ ạt và một khoảng thời gian 30 năm hòa bình, đã có thể đưa ra chiến trường 3.000 kỵ binh hoàn toàn là người Macedonia để sử dụng trong cuộc chiến tranh Macedonia lần thứ ba. Lực lượng Kỵ binh cận vệ nòng cốt là một đội kỵ binh hoàng gia nhỏ hoặc một binh đội kị binh "thần thánh". Đơn vị này dường như có khoảng từ 300 đến 400 người, như Doson đã có một số lượng như vậy với ông tại Sellasia và Philipos V có 400 kị binh trong chiến dịch của mình.. Do sự thiếu hụt một cách tổng thể những con ngựa bản xứ, người Macedonia thường bổ sung kỵ binh của họ bằng kỵ binh đồng minh và lính đánh thuê. Tại Sellasia, bên cạnh 300 kỵ binh của Doson, còn có 600 kỵ binh đồng minh và 300 kỵ binh đánh thuê. Trong khi đó tại Pydna, Perseus đã có 1.000 kỵ binh đồng minh tinh nhuệ người Thracia dưới quyền Cotys., Vua của người Odrysai. Trong khi đó đội hình phalanx nặng nề lại vốn phụ thuộc rất nhiều vào kỵ binh, mà vốn thiếu hụt nhiều về số lượng dưới triều đại Antigonos. Sự yếu kém và bỏ bê các lực lượng hai bên cánh, mà trong đó lực lượng kỵ binh quan trọng nhất, đã dẫn đến việc tạo nên những khoảng trống trong đội hình phalanx tại Cynoscephalae và Pydna.

## Quân đội của Andricus
Năm 149 trước Công nguyên, gần 20 năm sau thất bại của Perseus tại Pydna, Andriskos, một lính đánh thuê và một người thừa kế giả mạo của Perseus, đã tới chỗ Demetrios I của Syria nhằm cầu xin sự trợ giúp, nhưng ông đã bị bắt giữ và bị đem giao nộp cho Rome. Ông đã nhanh chóng trốn thoát và ẩn náu ở giữa các bộ tộc Thracia phía bắc của Macedon. Ở đó Andriskos đã nhận được sự ủng hộ từ vua Thracia Teres và đã được giao cho một đội quân gồm 100 người, với thêm 100 người được gửi đến bởi các tù trưởng Thracia khác. Andriskos nhanh chóng đánh bại quân đội của một số nước cộng hòa tự trị ở Macedonia trong trận chiến ở phía bên kia sông Strymon trong vùng đất của bộ tộc Odomanti.. Đạo quân người Thracia của Andriskos chủ yếu là lính bộ binh Peltast và kỵ binh nhẹ. Andriskos, tiếp đó lấy tên là Philipos VI và là vị vua mới của Macedon, ông đã đánh bại hoàn toàn một đội quân La Mã dưới quyền của Publius Juventius. Sau khi đánh bại người La Mã, vào năm 148 TCn Andrikos xâm lược Thessally nơi ông nhận thất bại trong trận chiến chống lại Liên minh Achaea, được chỉ huy bởi Scipio Nasica. Một quân đội La Mã dưới quyền Quintus Caecilius Metellus sau đó xâm chiếm Macedon và đánh bại Andriskos trong trận Pydna lần thứ hai. Thất bại này có thể đã được giúp sức từ sự đào ngũ của Telestes, người vốn được Andriskos bổ nhiệm là chỉ huy kị binh của ông.